# Nissin Foods

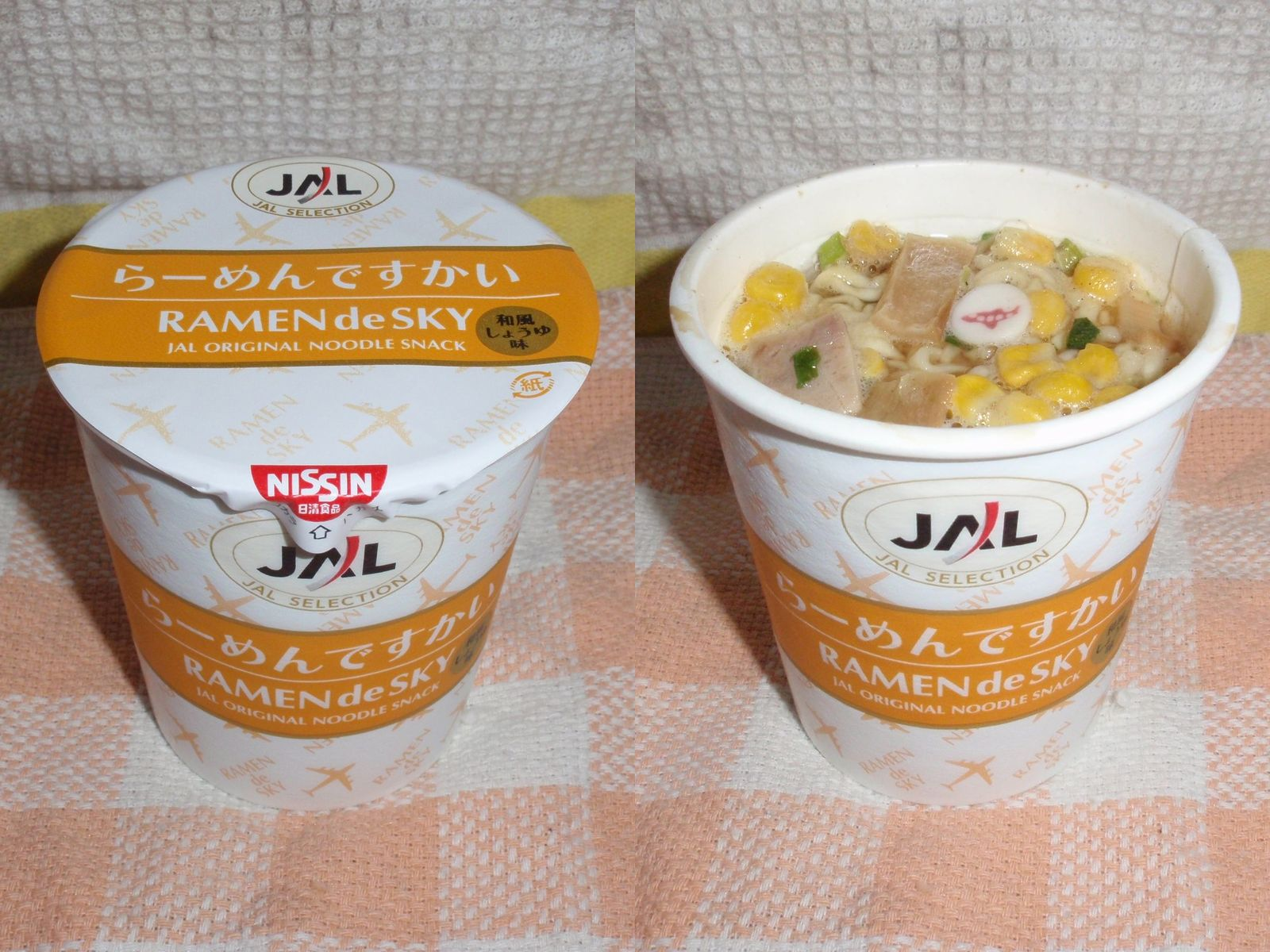
Ramen della Nissin

Nissin Food Products Co., Ltd. è un'azienda alimentare giapponese specializzata nella produzione e vendita di cibi pronti e precotti. Fondata nel 1948 a Osaka, è quotata alla borsa di Tokyo e alla borsa di Osaka.